# Enyocera
Enyocera é um gênero de mariposa pertencente à família Crambidae.